# The Honking
The Honking (с англ. — «Гудок») — восемнадцатый эпизод второго сезона мультсериала «Футурама». Североамериканская премьера этого эпизода состоялась 5 ноября 2000 года.

## Сюжет
Бендер узнает, что его дядя Владимир, проживающий в столице Венгерской империи роботов под названием Thermostadt, скончался, и для объявления последней воли усопшего необходимо явиться в древний за́мок. Команда Межпланетного экспресса отправляется вместе с Бендером. Прибыв к дяде Владимиру, робот узнает, что, согласно завещанию, ему достанется этот замок, при условии, что Бендер проведёт там не более чем одну ночь.
Когда команда остаётся на ночь в замке, Бендер начинает испытывать сильный страх. Позже его начинают преследовать привидения, после чего в происходящее вмешивается профессор. Раскопав фамильное кладбище на территории замка, профессор смог доказать, что робо-привидения появились из-за того, что старые роботы были похоронены в неэкранированных гробах и через модем смогли выйти на электропроводку замка. Потеряв от страха голову, Бендер убегает прочь из замка и по дороге сталкивается с автомобилем XX века, который сбивает и переезжает его.
По возвращении в Новый Нью-Йорк Бендеру становится всё хуже. Он плохо спит, и ему снятся очень странные сны. На следующий день Бендер просыпается на автомобильной стоянке в большой луже машинного масла. Понимая, что с ним происходит что-то неладное, Бендер решает не скупиться на деньги и отправляется за советом к Роботу-Цыганке. Она объясняет ему, что Бендер является роботом-оборотнем. Он заразился от машины, которая его переехала. Чтобы избавиться от вируса, Бендеру необходимо уничтожить первую машину-оборотень, иначе однажды он убьёт своего лучшего друга. Это не радует Бендера и ещё больше не радует Фрая.
Бендер: Я не так знаменит, чтобы давить людей безнаказанно!
Чтобы Бендер не навредил окружающим, Лила и Фрай приваривают его к стене в его квартире, чтобы утром отправиться на поиски первой машины-оборотня. Но как только часы Бендера показали полночь, машина-оборотень включилась автоматически. Бендер-оборотень, догнав Лилу, попытался убить её, но она ловкостью вырвалась из западни и после обезвредила Бендера-оборотня, подвесив его в воздухе с помощью подъёмного крана. Фрай, в силу особенностей своего характера, плохо воспринял то, что будучи оборотнем, Бендер не пытался убить его как своего лучшего друга, а гонялся лишь за Лилой.
Вернувшись в Венгерскую империю роботов, команда решает выследить первую машину-оборотня по следам от протекторов. Дойдя до одного из домов, они узнают от простолюдина, что его переехал другой робот, живущий на севере. По прибытии на север Лила, Фрай и Бендер узнают, что и там проживает не самый первый робот-оборотень. Узнав, что робота с севера переехал Калькулон, они отправляются к нему. Там они узнают, что Калькулон вот уже тысячу лет является оборотнем. Его заразила первая машина-оборотень ещё в 2019 году. В то время Калькулон был обычным роботом-грузчиком. Он работал над проектом «Сатана», целью которого являлся выпуск адского автомобиля. Калькулон подсказал, что сам автомобиль Сатана находится во Франции. Ближе к полуночи, на заводе «Анти-Крайслер» команда нашла машину проекта Сатана. Через несколько секунд Бендер становится оборотнем, и за Лилой и Фраем гоняются две машины-оборотня. После того, как Лила направляет Машину-сатану в зону тестирования с обрывом, машина-оборотень, набрав высокую скорость, не успевает затормозить и попадает в котёл, от чего и умирает. Бендер, который в то же время гоняется за Фраем, становится обычным роботом.

## Персонажи
Список новых или периодически появляющихся персонажей сериала
- Калькулон
- Робопроповедник
- Сэл
- Дебют: Цыганка
- Дебют: «Проект Сатана»
- Дебют: Тэнди
- Дебют: Дядюшка Владимир на Futurama Wiki (англ.)